# Karly Shorr
Karly Piper Shorr (ur. 18 maja 1994 w Commerce Township) – amerykańska snowboardzistka, specjalizująca się w konkurencjach Big Air i slopestyle. W 2014 roku wystartowała na igrzyskach olimpijskich w Soczi, gdzie zajęła szóste miejsce w debiutującym w programie olimpijskim slopestyle'u. W tej samej konkurencji była też między innymi czwarta podczas mistrzostw świata w Sierra Nevada w 2017 roku. Najlepsze wyniki w Pucharze Świata osiągnęła w sezonie 2015/2016, kiedy to zajęła czwarte miejsce w klasyfikacji generalnej AFU, a w klasyfikacji slopestyle'u była druga.

## Osiągnięcia

### Igrzyska olimpijskie
| Miejsce | Dzień    | Rok  | Miejscowość | Konkurencja | Zwycięzca      |
| ------- | -------- | ---- | ----------- | ----------- | -------------- |
| 6.      | 9 lutego | 2014 | Soczi       | Slopestyle  | Jamie Anderson |

### Mistrzostwa świata
| Miejsce | Dzień       | Rok  | Miejscowość   | Konkurencja | Zwycięzca       |
| ------- | ----------- | ---- | ------------- | ----------- | --------------- |
| 9.      | 21 stycznia | 2015 | Kreischberg   | Slopestyle  | Miyabi Onitsuka |
| 13.     | 24 stycznia | 2015 | Kreischberg   | Big air     | Elena Könz      |
| 4.      | 11 marca    | 2017 | Sierra Nevada | Slopestyle  | Laurie Blouin   |
| 26.     | 17 marca    | 2017 | Sierra Nevada | Big air     | Anna Gasser     |

### Puchar Świata(AFU)

#### Miejsca w klasyfikacji generalnej
- sezon 2012/2013: 58.
- sezon 2013/2014: 38.
- sezon 2014/2015: 12
- sezon 2015/2016: 4.
- sezon 2016/2017: 26.

#### Miejsca na podium w zawodach
1. Park City – 27 lutego 2015 (slopestyle) - 2. miejsce
2. Mammoth Mountain – 21 stycznia 2016 (slopestyle) - 3. miejsce
3. Pjongczang – 21 lutego 2016 (slopestyle) - 2. miejsce